# 葉月 (ゲームソング歌手)
葉月（はづき）は、日本の女性歌手。富山県出身。Angel Noteに所属し、PCゲームのテーマソングを中心に活動。

## 作品

### コンピレーション
- ALcot Vocal collection Vol.4 『DingDong』
- 2012年8月9日発売 (ALcot)
  - Aliare
    - PCゲーム『春季限定ポコ・ア・ポコ!』オープニング主題歌
    - 作詞：kala / 作曲・編曲：椎名俊介
- “To the Brilliant Future”-Angel Note Best Collection Vol.10-
- 2014年5月2日発売 (Star Rose Label)
  - Aliare
    - PCゲーム『春季限定ポコ・ア・ポコ!』オープニング主題歌
    - 作詞：kala / 作曲・編曲：椎名俊介
- サノバウィッチ　オリジナルサウンドトラック
- 2015年8月28日発売（ゆずソフト）
  - スカート
    - PCゲーム『サノバウィッチ』椎葉紬エンディング主題歌
    - 作詞：葉月 / 作曲：Famishin / 編曲：椎名俊介

### ゲーム主題歌
- 2011年11月25日発売（ALcotハニカム）
  - Aliare
    - PCゲーム『春季限定ポコ・ア・ポコ』オープニング主題歌
    - 作詞：kala / 作曲・編曲：椎名俊介
- 2015年2月27日発売（ゆずソフト）
  - スカート
    - PCゲーム『サノバウィッチ』椎葉紬エンディング主題歌
    - 作詞：葉月 / 作曲：Famishin / 編曲：椎名俊介
- 2015年3月27日発売（あっぷりけ）
  - avenir
    - PCゲーム『花の野に咲くうたかたの』エンディング主題歌
    - 作詞：葉月 / 作曲・編曲：椎名俊介
- 2015年6月26日発売 (ALcot)
  - Take mirage
    - PCゲーム『LOVEREC.』エンディング主題歌
    - 作詞：葉月 / 作曲・編曲：椎名俊介
- 2015年7月24日発売（てぃ～ぐる）
  - 嘘と真実
    - PCゲーム『幻のディストピア』オープニング主題歌
    - 作詞：葉月 / 作曲・編曲：Meis Clauson

  - New World
    - PCゲーム『幻のディストピア』エンディング主題歌
    - 作詞：葉月 / 作曲・編曲：Meis Clauson
- 2015年11月27日発売 (Lump of Sugar)
  - カケラ
    - PCゲーム『コドモノアソビ』エンディング主題歌
    - 作詞：葉月 / 作曲・編曲：椎名俊介

### その他
- DMM.com
  - わたし☆あなた色
    - オンラインゲーム『アイドル☆シチュエーション』テーマソング
    - 作詞：葉月 / 作曲・編曲：椎名俊介

### 作詞提供楽曲
- レナ・リヒテナウアー(沢澤砂羽)
  - Blue sky
    - PCゲーム「千恋＊万花」　レナ・リヒテナウアーキャラクターソング
    - 作詞：葉月 / 作曲・編曲：椎名俊介

## 出演
- ALcot 10th Anniversary Live 〜Happiness Day's〜[1]（2013年9月28日、東京キネマ倶楽部）
- はぴめろ＠えびす 1周年記念ライブ 夜の部[2]（2015年6月6日、KINGSX TOKYO）
- はぴめろ＠えびす tr8 ♪HAPPY New Year Live!!(2016年1月16日、渋谷milky way)
- Angel Note Live 2016(2016年6月18日、新宿BLAZE)